# Marlo Morgan
Marlo Morgan (Iowa, 29 settembre 1937) è una scrittrice statunitense, che ha raggiunto il successo grazie al controverso bestseller E venne chiamata Due Cuori.

## Biografia
Nata nel 1937 in Iowa, conseguì un dottorato in biochimica e medicina orientale. Dopo venticinque anni di carriera medica, divorziò e lasciò il lavoro: a seguito di un viaggio in Australia che "le cambiò la vita" iniziò la carriera di scrittrice.
Il suo primo libro, E venne chiamata Due Cuori (Mutant Message Down Under), fu pubblicato nel 1990, presentato come una testimonianza autentica dell'esperienza vissuta dall'autrice con gli aborigeni australiani. Il libro fu un best seller internazionale (ad eccezione dell'Australia) con edizioni in 17 lingue diverse. Dopo aver venduto 250 000 copie, nel 1994 l'autrice vendette i diritti per la pubblicazione ad Harper Collins per la somma di 1.7 milioni di dollari.
Grazie alla popolarità raggiunta, Morgan iniziò a tenere conferenze riguardo alla condizione degli aborigeni. Esplosero delle polemiche quando la United Artists acquistò i diritti del libro per trarne un film. A quest'annuncio, nel 1996 otto aborigeni «anziani» partirono per gli Stati Uniti per impedire la realizzazione del film, sostenendo che il libro contenesse falsità e fosse quindi dannoso per la cultura aborigena. La spedizione ottenne il risultato sperato e il film non venne prodotto.
Marlo Morgan presentò allora le sue scuse agli aborigeni sulle pagine del giornale The Weekend Australian.. Durante un incontro con gli «anziani» ammise anche che il libro contenesse fatti romanzati. Da allora le edizioni successive del libro annotano che si tratta di un romanzo e non contiene fatti reali.
Nel 1998 Morgan pubblicò un secondo romanzo, Il cielo, la terra e quel che sta nel mezzo (Message From Forever), che non ebbe però lo stesso successo del precedente.

## Opere

### Romanzi
- E venne chiamata Due Cuori (Mutant Message Down Under), Autoprodotto, 1991.
- Il cielo, la terra e quel che sta nel mezzo (Message From Forever), Harper Collins, 1998.